# La Marche du siècle
La Marche du Siècle est une émission de débat française sur des sujets de société créée et produite par Jean-Marie Cavada, Jean-Pierre Bertrand et Sylvie Faiderbe. Jean-Marie Cavada en fut l'animateur emblématique.
Elle a été diffusée le mercredi soir à 20 h 45 sur Antenne 2 du 30 septembre 1987 au 18 septembre 1989, puis sur FR3 (devenue France 3 en septembre 1992) du 29 novembre 1989 au 21 juin 2000. À partir du 13 septembre 2000, La Marche du siècle est devenue Ce qui fait débat jusqu'au 27 juin 2001.
Après sa nomination à la présidence de La Cinquième en 1994, Jean-Marie Cavada conserve la présentation de l'émission jusqu'en janvier 1999, où il est nommé PDG de Radio France.
Michel Field lui succède en septembre 1999, donnant à l'émission un tour plus polémique et allant à la rencontre des citoyens.